# غريغ سميث (لاعب كريكت جنوب إفريقي)
غريغ سميث (20 أبريل 1983 في جنوب أفريقيا - ) (بالإنجليزية: Greg Smith)‏ هو لاعب كريكت جنوب أفريقي. لعب مع نادي مقاطعة ديربيشاير للكريكت ‏ ونادي مقاطعة ساسكس للكريكت ‏ وNorthern Cape (cricket team) ‏.

## وصلات خارجية
- غريغوري سميث على موقع إي آس بي آن كريك إنفو (الإنجليزية)